# Équipe de Suède de rugby à XIII
L'équipe de Suède de rugby à XIII est une sélection de joueurs suédois, ou d'origine suédoise, qui représente la Suède dans les matchs officiels de rugby à XIII et qui participe aux compétitions officielles depuis 2008.
Malgré un calendrier international restreint, la Suède occupe en 2017 la trente et unième place du classement « World Rugby League ».

## Histoire
Comme cela est souvent le cas dans les nations émergentes du rugby à XIII, l'introduction du rugby à XIII en Suède est le fait d'un expatrié. En l’occurrence Scott Edwards qui crée la fédération en 2008. L'équipe nationale étant mise sur pied quelque temps après en 2010, avec son premier test-match face à son voisin la Norvège. Elle obtient alors un score respectable pour une nouvelle venue à savoir un match nul 20 à 20.

## Matchs et tournois disputés
En 2013, le pays dispute la « Coupe Nordique  », une compétition au cours de laquelle elle décroche sa première victoire face à la Norvège 40 à 22.
La Suède rencontre régulièrement son voisin Norvégien : elle est battue par ce dernier 06-46 au mois d'octobre 2018 . Mais en 2019, elle impose une sévère défaite à la Pologne sur le score de 50 à 16.

## Vidéographie
Match en Coupe Nordique contre le Danemark en 2015